# Inco Superstack

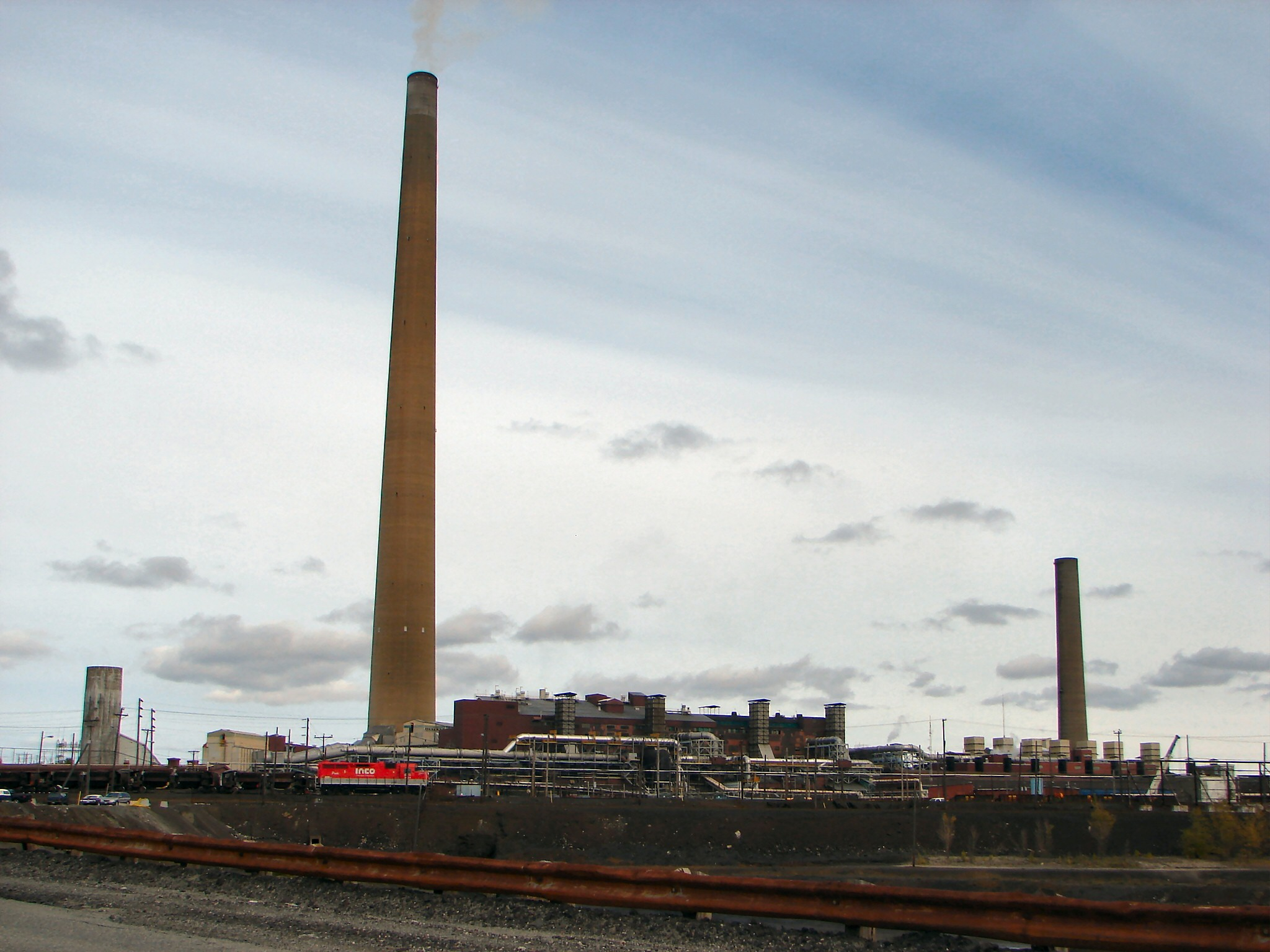
Komin Inco Superstack.

Inco Superstack – komin o wysokości 380 metrów położony w Sudbury w prowincji Ontario w Kanadzie. To drugi co do wysokości komin świata (po kominie elektrowni GRES-2 w Kazachstanie) i druga co do wysokości budowla wolno stojąca w Kanadzie (po CN Tower).
W latach 1972–1987 był najwyższym kominem świata. Znajduje się w największej na świecie hucie niklu w Sudbury.
Komin został zbudowany w celu rozpraszania zanieczyszczeń siarkowych i innych powstałych w procesach hutniczych i wyprowadzania ich poza miasto. W wyniku budowy tak wysokiego komina udało się zatrzymać katastrofę ekologiczną w najbliższej okolicy Sudbury. Po wybudowaniu Inco Superstack trujące gazy są rozpraszane w promieniu 240 kilometrów. Efektem negatywnym jednak okazało się zakwaszenie około 7000 jezior położonych w tamtym rejonie w wyniku kwaśnych deszczów. Aby zatrzymać kolejną katastrofę, w latach 90. zredukowano o 90 procent emisję przez komin dwutlenku siarki.